# Wintershouse
Wintershouse település Franciaországban, Bas-Rhin megyében. Lakosainak száma 862 fő (2022. január 1.). Wintershouse Batzendorf, Berstheim, Ohlungen és Schweighouse-sur-Moder községekkel határos.

## Népesség
A település népessége az elmúlt években az alábbi módon változott:
| Lakosok száma | 905  | 921  | 920  | 894  | 880  | 873  | 864  | 854  | 862  |
|               | 2013 | 2015 | 2016 | 2017 | 2018 | 2019 | 2020 | 2021 | 2022 |